# 成公 (斉)
成公（せいこう）は、春秋時代・斉の第11代君主。名は脱、または説。文公の子。

## 生涯
文公の薨去により斉君となる。
『史記』には即位と薨去の年と継承関係のみが記載されており、治世の業績は不詳である。成公9年（前795年）に薨去し、子の公子贖が荘公となった。

## 史料
- ウィキソースに以下の原文があります。
  - 『史記』　卷三十二 齊太公世家 第二
- 史記（繁体字中国語）